# NGC 7811
NGC 7811 est une galaxie spirale (compacte ?) située dans la constellation des Poissons. Sa vitesse par rapport au fond diffus cosmologique est de 7 289 ± 28 km/s, ce qui correspond à une distance de Hubble de 107,5 ± 7,5 Mpc (∼351 millions d'al). NGC 7811 a été découverte par l'astronome allemand Albert Marth en 1864.
La classe de luminosité de NGC 7811 est V-VI et elle présente une large raie HI. Elle est de plus une galaxie active de type Seyfert 1.5.
NGC 7811 figure dans le catalogue de Markarian sous la cote MRK 543 (MK 543).
Les bases de données astronomique NASA/IPAC et Hyperleda classifient NGC 7811 comme étant une galaxie irrégulière (I), de type magellanique (Im) selon NASA/IPAC,. L'image de NGC 7811 réalisée par le télescope spatial Hubble nous montre cependant une structure bien différente, de type spirale ordinaire.